# Cheiranthera preissiana
Cheiranthera preissiana är en tvåhjärtbladig växtart som beskrevs av Putterl. Cheiranthera preissiana ingår i släktet Cheiranthera och familjen Pittosporaceae. Utöver nominatformen finns också underarten C. p. planifolia.